# Комсомол (Кегартский айылный аймак)
Комсомол (кирг. Комсомол) — село в Сузакском районе Джалал-Абадской области Кыргызстана. Входит в состав Кегартского айылного аймака.

## География
Село расположено в юго-восточной части области, к югу от реки Кёгарт, на расстоянии приблизительно 29 километров (по прямой) к северо-востоку от села Сузак, административного центра района. Абсолютная высота — 1156 метров над уровнем моря.

## Население
Согласно оценочным данным Национального статистического комитета Кыргызской Республики, численность населения села на начало 2023 года составляла 5374 человека.
| год     | 2009 | 2014 | 2015 | 2020 | 2021 | 2023 |
| ------- | ---- | ---- | ---- | ---- | ---- | ---- |
| человек | 3902 | 4497 | 4549 | 4648 | 5237 | 5374 |